# Les Chapelles-Bourbon
Les Chapelles-Bourbon (lɛ ʃa.pɛl.buʁ.bɔ̃ⓘ) es una población y comuna francesa, en la región de Isla de Francia, departamento de Sena y Marne, en el distrito de Provins y cantón de Rozay-en-Brie.

## Demografía
| 110 | 86 | 117 | 70 | 105 | 90 | 90 | 93 | 88 | 102 | 92 | 88 | 86 | 93 | 101 | 109 | 100 | 102 | 96 | 93 | 124 | 125 | 125 | 118 | 111 | 121 | 116 | 122 | 95 | 149 | 214 | 332 |
| Para los censos de 1962 a 1999 la población legal corresponde a la población sin duplicidades (Fuente: INSEE [Consultar]) |    |     |    |     |    |    |    |    |     |    |    |    |    |     |     |     |     |    |    |     |     |     |     |     |     |     |     |    |     |     |     |